# 翁氏牌坊
翁氏牌坊，位于中国广东省云浮市罗定市罗镜镇驸台牌坊村，为罗定市文物保护单位，类型为古建筑，公布时间为1985年5月20日。
翁氏牌坊是清朝道光十八年（1838年）为纪念区元德之妻、节妇翁氏而建。